# Alchemilla effusa
Alchemilla effusa är en rosväxtart som beskrevs av Robert Buser. Alchemilla effusa ingår i släktet daggkåpor, och familjen rosväxter. Inga underarter finns listade i Catalogue of Life.